# Каганов, Всеволод Михайлович
Всеволод Михайлович Каганов (7 апреля 1901, Золотоноша, Полтавская губерния — 30 июля 1968) — доктор философских наук, профессор. Работал в области марксистско-ленинистской философии и философии естествознания, был одним из идеологов лысенковщины. Преподавал философию в МГУ и Институте красной профессуры.

## Биография
Родился 7 апреля 1901 года в городе Золотоноша Полтавской губернии. После окончания школы работал резчиком по дереву. В 1918 году окончил Полтавскую фельдшерскую школу, а в 1919 году вступил в Красную армию, где прослужил до 1920 года рядовым бойцом и политработником, участвовал в гражданской войне. После демобилизации поступил на медицинский факультет Средне-Азиатского государственного университета, а закончив его поступил в Институт Красной Профессуры, который окончил в 1930 году по специальности философии и естествознания. Работал в различных медицинских учреждениях начиная с 1927 года когда он начал работать внештатным младшим научным сотрудником Института высшей нервной деятельности. До 1930 года работал ординатором Ташкентского института физических методов лечения, после чего перешёл в научно-исследовательский институт питания, директором которого являлся с 1934 по 1944 год. С 1944 года целиком переходит на работу в области марксистско-ленинистской философии.
Был главным редактором государственного издательства биологической и медицинской литературы, заведовал философской редакцией Госполитиздата, был научным редактором «Истории философии» в 6 томах. С 1948 года работал старшим научным сотрудником Института философии АН СССР. Преподавал марксистско-ленинскую философию в МГУ и Институте Красной Профессуры. Руководил философской подготовкой аспирантов в ВАСХНИЛ.
Скончался 22 июля 1968 года.

## Научная деятельность
Автор свыше 90 научных работ, в 1963 году защитил докторскую диссертацию «Зарождение и становление диалектической теории органической эволюции (историко-философский очерк)», посвящённую связям и взаимному влиянию эволюционной теории и диалектической концепции развития. Автор множества работ, посвящённых Ивану Михайловичу Сеченову, его философским взглядам и роли в развитии отечественной философии. Участвовал в создании «Истории философии» в 6 томах и ряда других коллективных работ.
Будучи выпускником ИКП, был одним из сторонников лысенковщины, считал неодарвинизм-вейсманизм «самой реакционной и самой вредной по своим последствиям фальсификацией» учения Дарвина. В работах 1937 года порицал «механицистов» Перова и Смирнова, проповедующих ламаркизм против дарвинизма, однако в 1963 году уже сам доказывал, что именно Ламарк был основоположником теории эволюции и имел преимущество над метафизиком Дарвином. Труды Каганова и других лысенкоистов, представляющие собой выдержки из краткого курса истории ВКП(б) и комментарии работ Лысенко, Вильямса и Лепешинской, были базой для философского образования, получаемого биологами.

### Основные работы
- Каганов В. М. Зарождение и становление диалектической теории органической эволюции / Акад. наук СССР. Ин-т философии. Сектор истории философии. — М., 1963.

- Каганов В. М. Мировоззрение И. М. Сеченова. — М.: ОГИЗ, Гос. изд-во полит. лит., 1948. — 285 с.
- Каганов В. М. Мичуринское учение и религия. — М.: Мол. гвардия, 1955. — 80 с. — 50 000 экз.
- Каганов В. М. Материалистический характер учения И. П. Павлова. — М.: Госкультпросветиздат, 1955. — 51 с.
- Каганов В. М. Борьба материализма и идеализма в современной биологии. — М.: Знание, 1960. — 48 с.
- Воробьев Л. В., Каганов В. М., Фурман А. Е. Основные категории и законы материалистической диалектики / под ред. проф. Г. В. Платонова. — М.: Изд-во Моск. ун-та, 1962. — 359 с.
- Эволюционная теория / Каганов В. М. // Э — Электрофон. — М. : Советская энциклопедия, 1933, 1935. — Стб. 53—86. — (Большая советская энциклопедия : [в 66 т.] /  гл. ред. О. Ю. Шмидт ; 1926—1947, т. 63).
- Витализм / Бондаренко П. П., Каганов В. М. // Вибрафон — Волово. — М. : Советская энциклопедия, 1951. — С. 175—179. — (Большая советская энциклопедия : [в 51 т.] /  гл. ред. Б. А. Введенский ; 1949—1958, т. 8).